# Повесть града Иерусалимского
«Повесть града Иерусалимского» (или Повесть града Иерусалима; также «Иерусалимская беседа») — памятник древнерусской письменности жанра «беседа»: текст в форме вопросов и ответов на таинственные темы, о которых не упоминало Священное Писание; апокрифическое сочинение. По сюжету цари Волот и Давид решают вопросы о превосходстве Иерусалима, Иордана, Ильмень озера и так далее над всеми городами, реками, озёрами и пр. «Повесть града Иерусалима» была издана в «Памятниках старинной русской литературы» (1860).
Иногда повесть неправильно обозначали заглавием «Беседа трёх святителей» из-за сходности их сюжетов. Однако «Беседа» — обширнее повести, и в ней больше вопросов и ответов, которые сложнее и замысловатее, чем в повести. Согласно ЭСБЕ, первоначально появилась «Повесть града Иерусалима», затем из неё развилась «Беседа трех святителей», которая в свою очередь легла в основание стиха «О Голубиной книге».

## Содержание повести
Собрались на беседу четыре царя, между ними Волот Волотович и Давид Иесеович. Волот рассказывает свой сон, который толкует Давид, предсказывая, что у Волота родится дочь Соломонида и на ней женится Соломон и будет на Руси град Иерусалим, а в нём соборная апостольская церковь Софии премудрости Божьей. После этого Волот и Давид предлагают друг другу и решают разные вопросы, например:
- отчего у нас свет светится? — от Господних очей;
- которое озеро озерам мати? — Ильмень озеро, что под Киевом градом, потому что взяло в себя триста рек.
- Которое море морям мати? — океан море великое, потому что в нем стоит церковь Климента папы римского.

Затем решаются вопросы относительно первенства Иерусалима, Иордана, адамовой головы, кипариса, певги (сосны) и кедра и др. Из трёх упомянутых деревьев, предположительно, было сделано распятие Христа (Ис. 60:13).

## Издание
«Повесть града Иерусалима» была издана в «Памятниках старинной русской литературы» (изд. графа Безбородко под редакцией Н. Костомарова, 1860 г., вып. I, № 40).